# Borek (Skuteč)
Borek je malá vesnice, část města Skuteč v okrese Chrudim a také stejnojmenný borovicový les směrem na město Skuteč, po němž obec získala název. Nachází se asi 4 km na východ od centra Skutče. Známé jsou zdejší přírodní zvláštnosti, cukrový mlýn z propletenců kořenů staletých borovic, vyvěrající studánka v pařezu, tůně u "Splavu" směrem ke Zhoři, skalní útvar zkamenělý vodník a památný válcový rozcestník, patrně již ze 17. století. V obci bývala i svatováclavská kaplička (pravděpodobně renesanční), která se dochovala jen v základech novější stavby. V roce 2009 zde bylo evidováno 7 adres. V roce 2001 zde trvale žilo 6 obyvatel.
Borek leží v katastrálním území Hněvětice o výměře 4,35 km2.

## Galerie

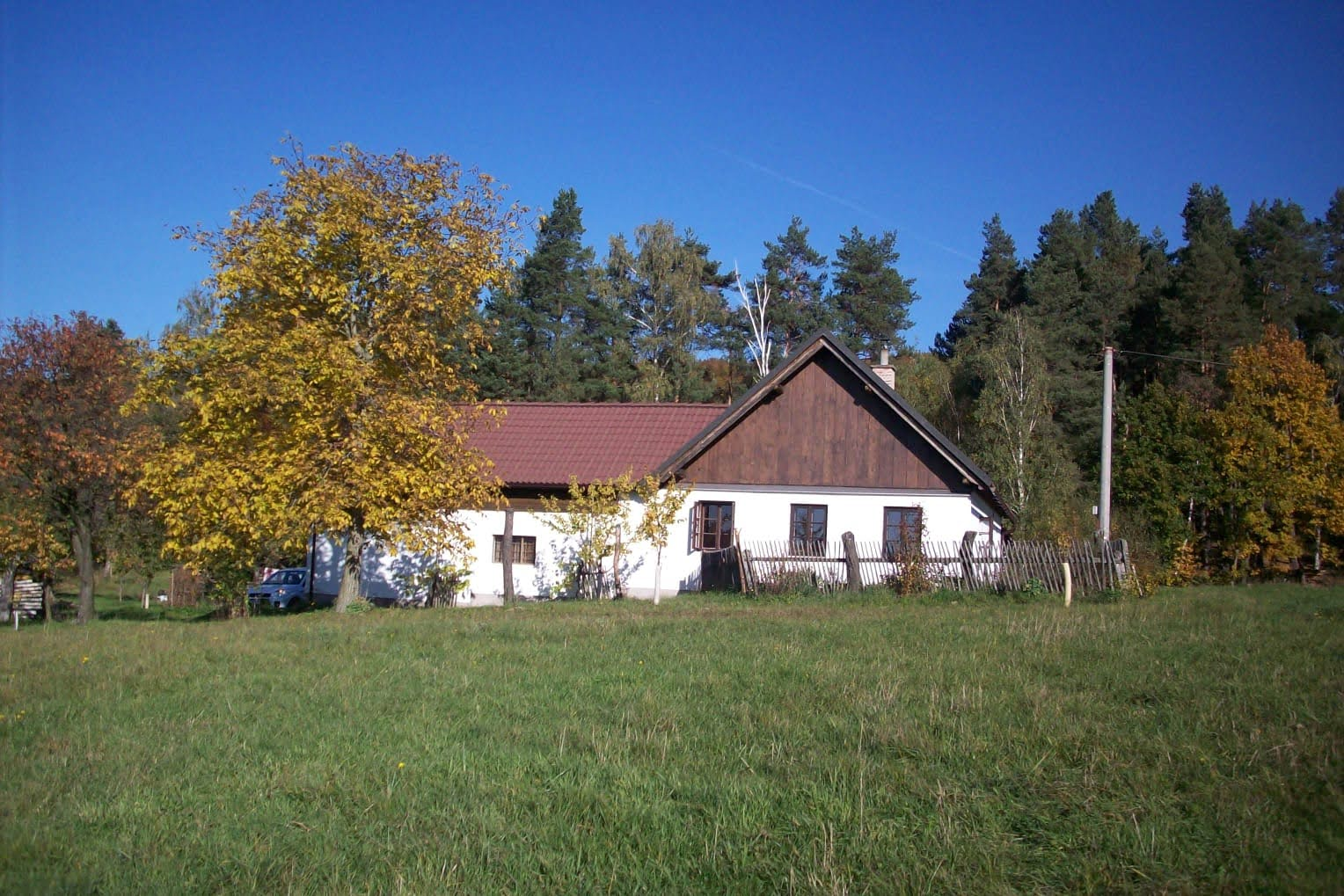
Borek u Skutče - dům čp. 1
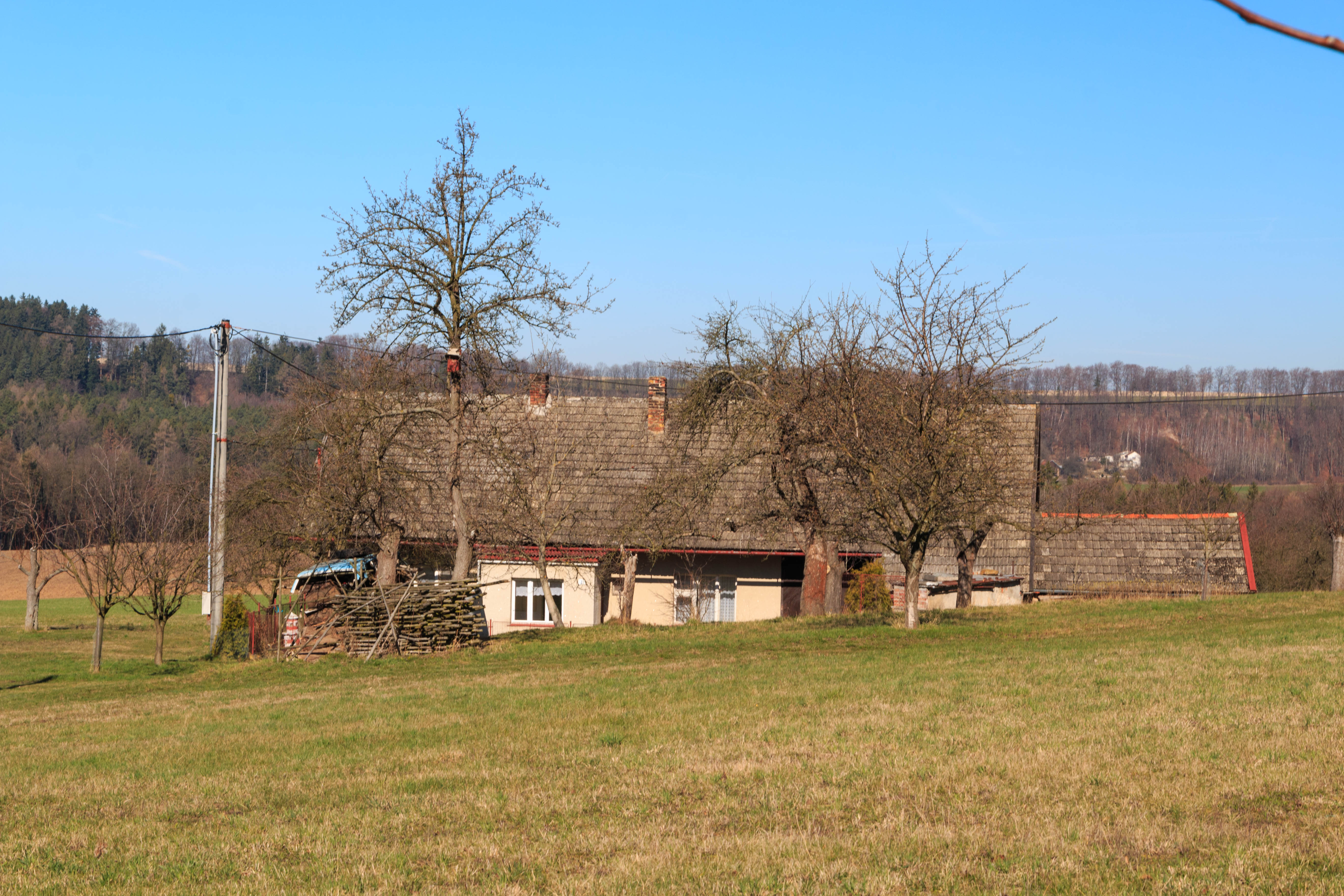
Borek u Skutče - dům čp. 2
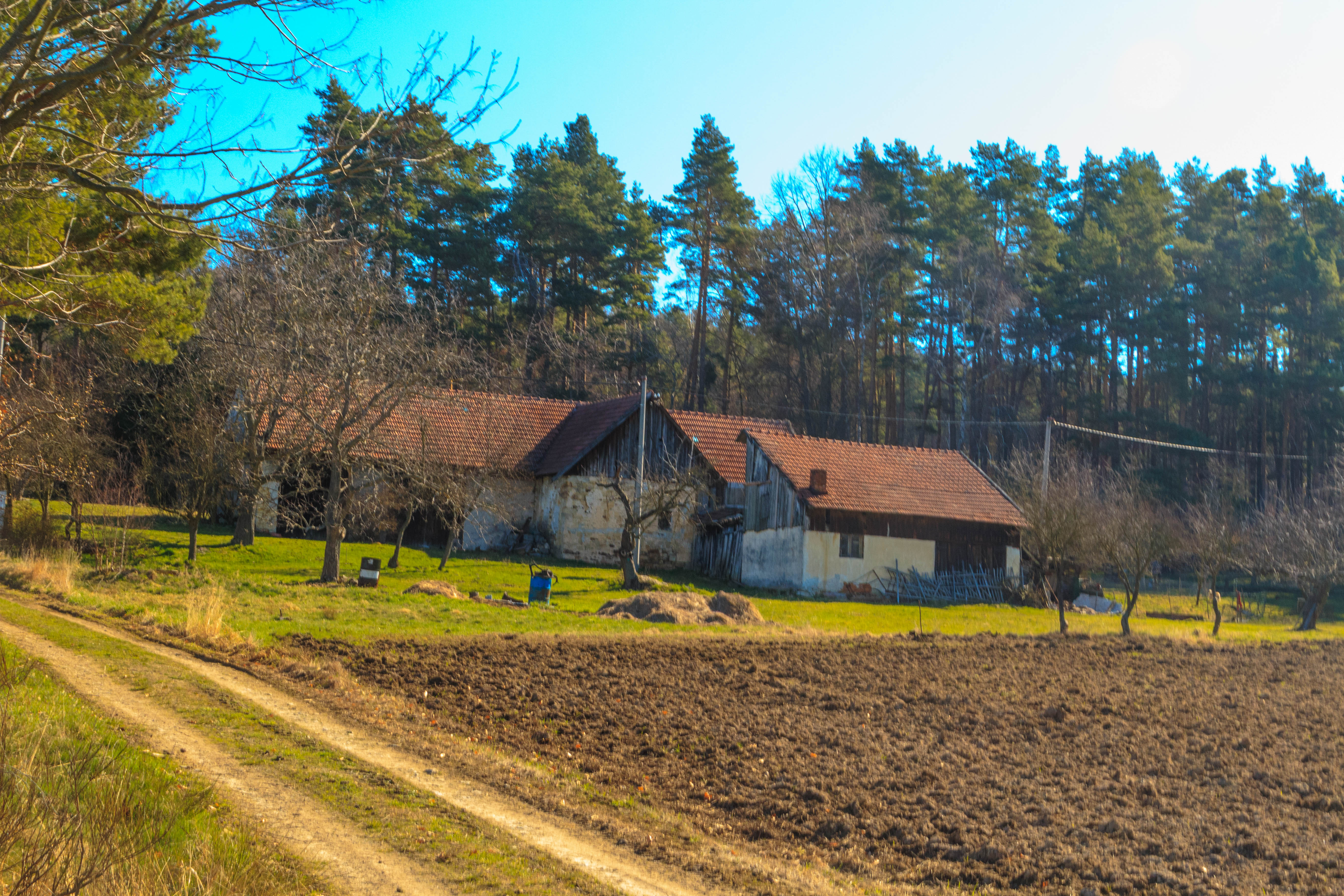
Borek u Skutče - dům čp. 4
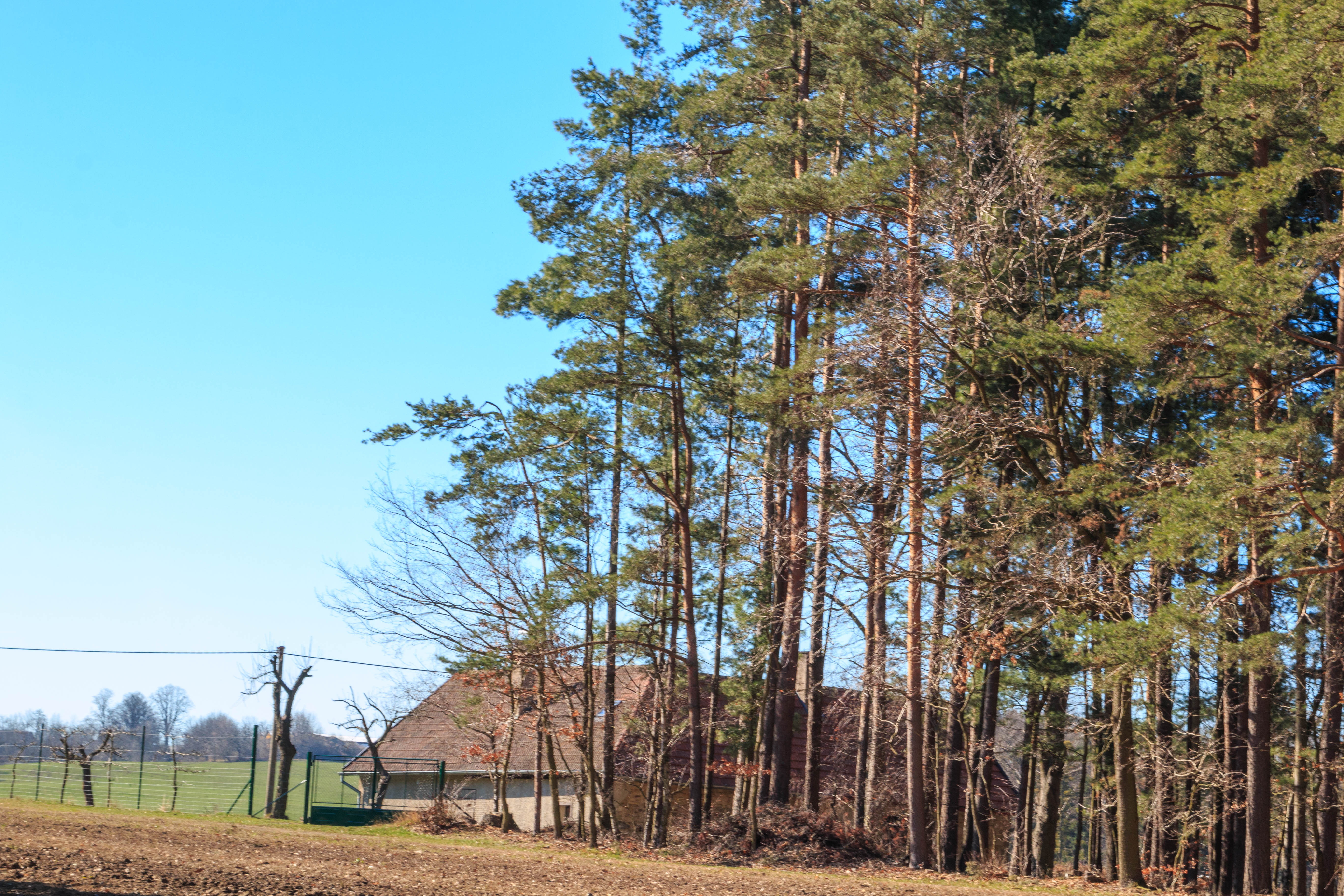
Borek u Skutče - dům čp. 6
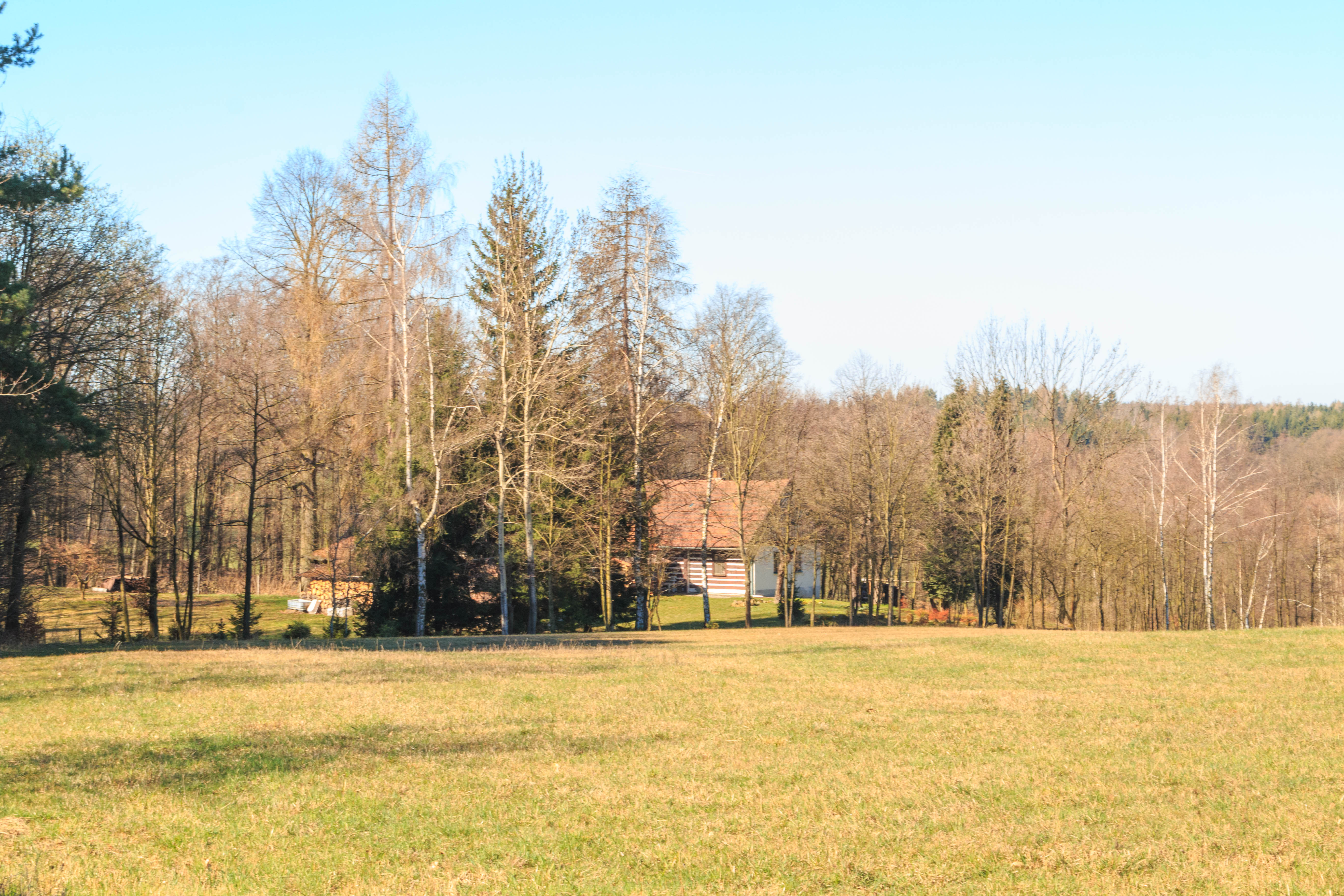
Borek u Skutče - dům čp. 7